# Jovita González
Jovita González Mireles  (Roma (Texas), Texas; 18 de enero de 1899-18 de octubre de 1983) fue una folclorista, etnóloga, educadora, escritora, activista, y periodista mexicana cuya obra literaria ha sido distinguida con numerosos premios. Fue reconocida por su novela Caballero: A Historical Novel (de coautoría con Margaret Eimer, bajo el pseudónimo de Eve Raleigh). González también estuvo involucrada en los inicios de la Liga de ciudadanos latinoamericanos unidos (League of United Latin American Citizens) y fue la primera mujer mexicana en ser presidenta de la Texas Folklore Society de 1930 a 1932.

## Biografía
Era originaria de Roma, en Texas, en la frontera mexicana-estadounidense, en el "Ranch" de sus abuelos. En sus primeros años que pasó en la finca de sus abuelos, González escuchó los cuentos de las personas que trabajaban para su abuelo. Estas historias más tarde se convertirían en una influencia creativa para su trabajo como folclorista, maestra y escritora En 1910, más tarde se mudó con su familia a San Antonio, Texas. Este traslado fue continuo de muchas familias, durante la Revolución mexicana cuando muchos inmigrantes mexicanos huían de su país hacia áreas fronterizas de Texas.
González experimentó una gran influencia de inmigrantes viviendo en San Antonio. Después de graduarse de la escuela media, González pasó dos años completando su especialización docente, y luego, se fue a enseñar al sur de Texas. Sin embargo, regresó a San Antonio después de sólo un año de docencia en la frontera.

## Universidades, Organizaciones y Sociedades
Originalmente concurrió a la Universidad de Texas en Austin por un año, pero por falta de fondos, tuvo en su lugar que inscribirse, en 1927, en el programa de castellano del Instituto Nuestra Señora del Lago (ahora Universidad Nuestra Señora del Lago) de San Antonio, donde fue capaz de lograr una beca. Se afilió a la Junta del Club de Bellas Artes, la más importante organización de clase media de las mujeres de ascendencia mexicana. Además, estudió castellano en la Universidad de Texas durante los veranos, y fue allí en el verano de 1925 que conoció a J. Frank Dobie. Los dos compartieron un interés en el folclore fronterizo entre Texas y México. Debido al estímulo de Dobie, González comenzó a escribir estudios de folclore que más tarde se publicarían en Folklore Publications y en Southwest Review. Dobie también proporcionó referencias para sus becas, suscribió los préstamos bancarios para ella, y él y su esposa, incluso la invitaron a cenas en su casa. “González fue una de la treintena de estudiantes de origen mexicano (del valle del Río Grande) en asistir a la Universidad de Texas, en 1930; y una de los 250 del Estado”. Miembro de la Newman Club y del American Club América, González estuvo muy involucrada en la universidad. González también se comprometió con la Texas Folklore Society, en la que Dobie ayudó a restaurar en 1922. “Con el respaldo de Dobie, González fue elegida como vicepresidenta de la Sociedad Folclórica de Texas, en 1928, y como presidenta por dos períodos: de 1930 a 1932”. Fue la primera mujer, y de la sociedad mexicana, en convertirse en presidenta. Después de obtener su B.A. de la Universidad Ntra. Sra. del Valle, en 1927, González hizo dos años de estudios en el Saint Mary’s Hall, una escuela episcopal para niñas, hasta que finalmente le adjudicaron la Beca Lapham a la investigación sobre la cultura de la frontera de Texas y México, para su maestría en la Universidad de Texas en Austin. En 1930, she wrote her master’s thesis on “Social Life in Cameron, Starr, and the Zapata Counties”. Su tesis fue “una de las muy pocas producidas en un momento en que no se veían a los mexicanos como un problema social”. En 1934, González adquirió una beca de investigación de la Fundación Rockefeller para llevar a cabo su estudio bajo la consejería/dirección de Eugene C. Barker.

## Matrimonio, obras publicadas, y docencia
Fue en la Universidad de Texas en Austin, donde González conoció a su marido Edmundo E. Mireles. Se casaron en 1935, en San Antonio, pero pronto se mudaron a Del Rio, Texas donde Mireles se convirtió en director de la Escuela Secundaria San Felipe, y ella profesora de idioma inglés y en Jefa del Departamento de inglés. Fue en Del Rio, donde González se encontró con Margaret Eimer, la coautora de su libro Caballero: A Historical Novel. En 1939, El Progreso y su editor Rodolfo Mirabal reclutó a Mireles, por lo tanto, la pareja se trasladó a Corpus Christi, Texas donde escribieron dos series de libros, Mi Libro Español (textos 1-3) y El Español Elemental para las escuelas primarias. González estuvo involucrado en la fundación del "Instituto Español Mireles", y el Programa del Corpus Christi que promovió el castellano de enseñanza en las escuelas públicas. González se involucró en la League of United Latin American Citizens (LULAC), una liga en la que Mireles fue efectivamente uno de los fundadores. “También fue activa como patrocinadora de los clubes de "Los Conquistadores", "Los Colonizadores" y "Los Pan Americanos”. Sus primeras obras publicadas incluyen “Folklore of the Texas-Mexican Vaquero” (1927), “America Invades the Border Town” (1930), “Among My People” (1932), y “With the Coming of the Barbed Wire Came Hunger,” junto con otras piezas en "Puro Mexicano" con Dobie como editor. “Latin Americans” fue escrita en 1937 en Our Racial and National Minorities: Their History, Contributions, and Present Problems. González was the first person of Mexican descent to write on the topic.

## Caballero
A finales de 1930, y a lo largo de la década de 1940, González, en colaboración con Margaret Eimer (bajo el seudónimo de Eva Raleigh), escribió la novela histórica Caballero. Caballero es “una novela histórica que se inscribe e interpreta el impacto del poder y la cultura de EE.UU., en las antiguas provincias del norte de México, que estaban siendo políticamente redefinidas en el sudoeste de Estados Unidos, para mediados del siglo XIX”. Eimer y González se reunían inicialmente en Del Río, Texas, y continuaron escribiendo la novela, en colaboración, a través de enviarse los manuscritos después de haberse reubicado las dos en diferentes ciudades. González pasó doce años recopilando información para Caballero de memorias, antecedentes familiares y fuentes históricas, mientras que realizaba investigaciones para su tesis de maestría en la Universidad de Texas. Desafortunadamente, Caballero nunca se publicaría durante la vida de ambos Eimer o González.

## Retiro, comienzos de autobiografía, deceso
González continuó enseñando castellano e historia de Texas, en la Escuela Media W.B. en Corpus Christi, hasta su jubilación en 1967. Después de su retiro, intentó escribir su autobiografía, pero no tuvo éxito debido a su diabetes, y una depresión crónica, y finalmente abandonó el proyecto sin terminarlo; dejándolo con un esquema de trece páginas. En 1983, González, a los 84 años, falleció por causas naturales en Corpus Christi.

## Premios y distinciones
Los estadounidenses de origen mexicano, en el Congreso de Historia de Texas, organizado por la Asociación Histórica del Estado de Texas, honraron a González en 1991. Sus obras se resguardan actualmente en la "Colección Latinoamericana Nettie Lee Benson", de la Universidad de Texas en Austin, y también en la colección de Escritores del Sudoeste, en la Universidad Estatal de Texas en San Marcos.

## Obras
- 2006. Life Along the Border: A Landmark Tejana Thesis. Nº 26 de The Elma Dill Russell Spencer Series in the West and Southwest. Editora María Eugenia Cotera. Edición ilustrada, anotada de Texas A&M Univ. Press, 131 pp. ISBN 1585445649, ISBN 9781585445646 en línea

- 2000. The Woman who Lost Her Soul: And Other Stories. Recovering the U.S. Hispanic Literary Heritage. Eds. Sergio Reyna y Arte Público Press, 157 pp. ISBN 1611923344, ISBN 9781611923346La recuperación de los hispanos literarias localiza Heritage Project de Estados Unidos, se recupera de perecer, y publica títulos individuales y colecciones de fuentes literarias primarias escritas por los hispanos en el área geográfica que hoy son los Estados Unidos desde la época colonial hasta 1960. Muchas de las historias del folclore basados en este volumen fueron publicados por González en los periódicos de la década de 1920 a través de la década de 1940. en línea

- 1997. Dew on the Thorn (Rocío en la Espina). Recovering the US Hispanic Literary Heritage. Eds. José Eduardo Limón y Arte Público Press, 181 pp. ISBN 1611921171, ISBN 9781611921175 en línea

- 1996. Caballero: A Historical Novel. Editores José Eduardo Limón, María Cotera, colaboró Eve Raleigh. Edición ilustrada, reimpresa de Texas A&M Univ. Press, 350 pp. ISBN 0890967008, ISBN 9780890967003 en línea

- 1932. Among My People. Editor Southern Methodist Univ. Press, 187 pp.

- 1930. Social Life in Cameron, Starr, and Zapata Counties. Edición reimpresa de Univ. of Texas, 226 pp.

- 1930. Tales and Songs of the Texas-Mexicans

- 1927. Folk-lore of the Texas-Mexican Vaquero. Editor Texas Folk-lore Society. 16 pp.

### En coautoría
Con Edward E. Mireles
- 1949. El español elemental. Vol. 1. Editor TX W.S. Benson & Co.

- 1949. El español elemental, sexto libro. Austin, TX W.S. Benson & Co.

Con Edward E. Mireles, Roy B. Fisher
- 1941. Mi libro español, libro uno. Austin, TX W.S. Benson & Co.

- 1941. Mi libro español: libro dos. Editor TX W.S. Benson & Co

- 1943. Mi libro español, libro tres. Austin, TX W.S. Benson & Co